# Relaciones Andorra-Azerbaiyán
Las relaciones Andorra-Azerbaiyán son las relaciones diplomáticas entre Andorra y Azerbaiyán. Las relaciones bilaterales entre los dos países se establecieron el 30 de abril de 1996.